# Rundfunkjahr 1970

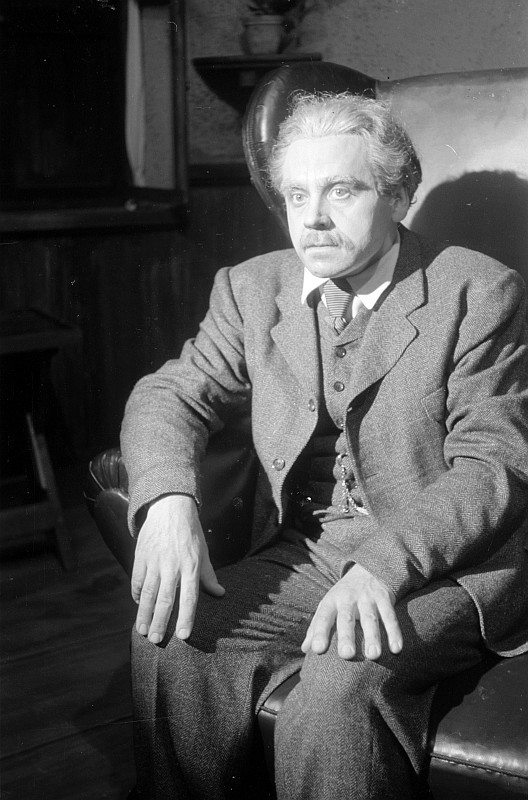
1970: Walter Richter spielt die Hauptfigur der ersten Tatort-Folge

Liste der Rundfunkjahre

◄◄ | ◄ | 1966 | 1967 | 1968 | 1969 | Rundfunkjahr 1970 | 1971 | 1972 | 1973 | 1974 | ► | ►►

Weitere Ereignisse

## Allgemein
- AEG-Telefunken stellt die Bildplatte vor. Wegen ihrer hohen Empfindlichkeit und kurzen Spieldauer von nur 10 Minuten verschwindet das System aber schon Mitte der 1970er-Jahre vom Markt.
- 7. September – In Wien erscheint das von Oscar Bronner gegründete Nachrichtenmagazin profil zum ersten Mal.

## Hörfunk
- Auf Ö3 sind zum ersten Mal die satirischen Alpenländischen Interviews des Kabarettisten und Volksschauspielers Otto Grünmandl zu hören.
- Die BBC nimmt eine Reihe von lokalen Hörfunkstationen in Bristol, London, Oxford und Birmingham in Betrieb.
- 1. Januar – SWF1 beginnt mit der Ausstrahlung der Jugend- und Musikreihe Pop Shop.
- 11. Juli – Start der von Casey Kasem moderierten Hitparade American Top 40.
- November und Dezember – Der Bayerische Rundfunk sendet in sechs Folgen eine Vortragsreihe des österreichischen Zoologen Konrad Lorenz. Der Inhalt des kultur- und zivilisationskritischen Vortrags erscheint zwei Jahre später als Buch unter dem Titel Die acht Todsünden der zivilisierten Menschheit

## Fernsehen
- 3. Januar – Jon Pertwee ist zum ersten Mal als Zeitreisender „Doctor“ in der BBC-Serie Doctor Who zu sehen. Pertwee ist nach William Hartnell und Patrick Troughton der dritte Darsteller dieser Rolle.
- 4. Januar – Ortszeit, der Vorläufer des Auslandsjournal des ZDF feiert im Fernsehen seine Premiere.
- 5. Januar – Start der ABC-Reihe All My Children.

- 23. Februar – Die US-Zeichentrickserie Die Jetsons startet bei den Regionalprogrammen der ARD.
- 16. April – 47. und letzte Ausgabe der Show Vergißmeinnicht zu Gunsten der Aktion Sorgenkind im ZDF mit Peter Frankenfeld.
- April – Der türkische Fernsehsender TRT nimmt seinen Betrieb in vollem Umfang auf. Es handelt sich um die ersten Fernsehsendungen, die in der Türkei einem breiteren Publikum zugänglich gemacht werden, da Fernsehgeräte vielfach kaum erschwingliche Luxusartikel darstellen. Selbst Ballungsräume wie İzmir und Istanbul bleiben bis weit in die 1970er-Jahre unversorgt.
- 14. Mai – Das Erste Deutsche Fernsehen setzt die für den 24. Mai vorgesehene Ausstrahlung des Fernsehspiels Bambule von Ulrike Meinhof ab, wegen der Beteiligung seiner Autorin an Baader-Befreiung.
- 2. Juli – Das ZDF stellt die Spielshow Der goldene Schuß, moderiert von Vico Torriani, mit der fünfzigsten Sendung ein. Die Show war die erste in Farbe ausgestrahlte Unterhaltungssendung im deutschen Fernsehen und in den 1960er Jahren durch Lou van Burgpopulär geworden.
- 31. Juli – Start der US-Serie Twen-Police im Gemeinschaftsprogramm der ARD (Deutsches Fernsehen).
- 10. August – Das ZDF übernimmt die US-Zeichentrickserie Mein Name ist Hase (The Bugs Bunny Show).
- 10. September – Erste Ausgabe der Show Drei mal Neun zu Gunsten der Aktion Sorgenkind im ZDF mit Wim Thoelke.
- 19. September – Auf CBS ist die erste Folge der gesellschaftskritischen Sitcom Mary Tyler Moore zu sehen.
- 5. Oktober – Sendestart des Public Broadcasting Service (PBS).
- 18. Oktober – Ausstrahlung des Fernsehfilms Das Millionenspiel im Deutschen Fernsehen. Diese pseudodokumentarische Produktion über eine Menschenjagd-Show wird von einigen Zuschauern zum Anlass genommen, sich telefonisch als Kandidat in der Rolle des Gejagten oder auch als Jäger anzumelden.
- 27. November – Das ZDF übernimmt die Serie aus Kanada Abenteuer im Regenbogen.
- 29. November – Start der ARD-Krimireihe Tatort im Deutschen Fernsehen. Walter Richter ist in der ersten, vom NDR produzierten Folge mit dem Titel Taxi nach Leipzig als Hauptkommissar Paul Trimmel zu sehen.

## Geboren
- 31. Januar – Minnie Driver, britische Schauspielerin (The Riches), wird in London geboren.
- 18. Februar – Björn Casapietra, deutscher Tenor, Schauspieler und Fernsehmoderator, wird in Genua geboren.
- 21. Februar – Svea Timander, deutsche Schauspielerin, wird in Berlin geboren.
- 9. März – Hilmi Sözer, deutsch-türkischer Comedian und Schauspieler, wird in der Nähe von Ankara geboren.
- 18. April – Esther Schweins, deutsche Comedian (RTL Samstag Nacht) und Schauspielerin, wird in Oberhausen geboren.
- 18. Mai – Tina Fey, US-amerikanische Schauspielerin und Autorin (30 Rock, 2006–2013), wird in Upper Darby Township, Pennsylvania geboren.
- 25. Mai – Fred Schreiber, österreichischer Radio- und Fernsehmoderator, wird in München geboren.
- 25. Juni – Sven Stricker, deutscher Hörspielregisseur, wird in Tönning geboren.
- 23. Juli – Thea Dorn, deutsche Schriftstellerin und Fernsehmoderatorin (Schümer und Dorn), wird in Offenbach am Main geboren.
- 23. Juli – Charisma Carpenter, US-amerikanische Schauspielerin (Baywatch, 1989–2001), wird in Las Vegas geboren.
- 27. Juli – Anja Kohl, deutsche Journalistin und Fernsehmoderatorin, wird in Aschaffenburg geboren
- 27. Juli – Birgitta Weizenegger, deutsche Schauspielerin (Lindenstraße), wird in Oberstaufen geboren.
- 9. August – Mirjam Unger, österreichische Fernseh- und Hörfunkmoderatorin, wird in Klosterneuburg geboren.
- 25. August – Matthias Opdenhövel, deutscher Fernsehmoderator, wird in Detmold geboren.
- 12. Oktober – Kirk Cameron, US-amerikanischer Schauspieler (Unser lautes Heim), wird in Kalifornien geboren.
- 19. Oktober – Chris Kattan, US-amerikanischer Comedian, wird in Los Angeles geboren.
- 4. November – Steven Merting, deutscher Schauspieler, wird in Gotha geboren.
- 7. November – Morgan Spurlock, US-amerikanischer Regisseur und Schauspieler, wird in West Virginia geboren († 2024).
- 13. November – Rebecca Immanuel, deutsche Schauspielerin, wird in Oberhausen geboren.
- 18. November – Anna Loos, deutsche Schauspielerin und Sängerin, wird in Brandenburg an der Havel geboren.
- 15. Dezember – Michael Shanks, kanadischer Schauspieler (Stargate – Kommando SG-1), wird in Vancouver geboren.

## Gestorben
- 19. Januar – Albert Mähl, deutscher Schriftsteller und Hörspielautor, stirbt 76-jährig in Hamburg.
- 20. Januar – Hartwig Sievers, deutscher Schauspieler, Theaterregisseur und Hörspielsprecher, stirbt 67-jährig in Hamburg. Er gehörte von 1933 bis zu seinem Lebensende zum Ensemble des Hamburger Ohnsorg-Theaters.
- 10. März – Fritz Benscher, deutscher Schauspieler und Quizmaster (u. a. Tick-Tack-Quiz), stirbt 65-jährig in München.
- 25. März – Hans Mahler, deutscher Schauspieler, Hörspielsprecher, Theaterintendant und Regisseur, stirbt 69-jährig in Hamburg. Er war vor allem durch die zahlreichen Fernseh-Übertragungen aus dem Hamburger Ohnsorg-Theater bekannt.
- 30. April – Inger Stevens, schwedisch-amerikanische Schauspielerin (Twilight Zone, 1960), stirbt 35-jährig in Hollywood.
- 29. September – Edward Everett Horton, US-amerikanischer Schauspieler, stirbt 84-jährig in Encino.